# Чемпіонат світу з легкої атлетики в приміщенні 2012
Чемпіонат світу з легкої атлетики в приміщенні 2012 відбувся 9-11 березня у Стамбулі на «Атакей Арені».

## Призери

### Чоловіки
| Дисципліни            | Золото | Золото   | Срібло                                                                                      | Срібло  | Бронза                                                                  | Бронза  |
| --------------------- | --- | -------- | ------------------------------------------------------------------------------------------- | ------- | ----------------------------------------------------------------------- | ------- |
| 60 метрів             | Джастін Гетлін США                                                                                            | 6,46     | Неста Картер Ямайка                                                                         | 6,54    | Двейн Чамберс Велика Британія                                           | 6,60    |
| 400 метрів            | Нері Бренес Коста-Рика                                                                                        | 45,11 CR | Деметріус Піндер Багамські Острови                                                          | 45,34   | Кріс Браун Багамські Острови                                            | 45,90   |
| 800 метрів            | Мохаммед Аман Ефіопія                                                                                         | 1.48,36  | Якуб Голуша Чехія                                                                           | 1.48,62 | Ендрю Осагі Велика Британія                                             | 1.48,92 |
| 1500 метрів           | Абдалааті Ігідер Марокко                                                                                      | 3.45,21  | Ільхам Озбілен Туреччина                                                                    | 3.45,35 | Меконнен Гебремедін Ефіопія                                             | 3.45,90 |
| 3000 метрів           | Бернард Лагат США                                                                                             | 7.41,44  | Августін Чоге Кенія                                                                         | 7.41,77 | Едвін Сої Кенія                                                         | 7.41,78 |
| 60 метрів з бар'єрами | Ерієс Меррітт США                                                                                             | 7,44     | Лю Сян КНР                                                                                  | 7,49    | Паскаль Мартіно-Лагард Франція                                          | 7,53    |
| 4×400 метрів          | СШАФренкі Райт Келвін Сміт Мантео Мітчелл Гіл Робертс Джамал Торранс (забіг) Квентін Айглгарт-Саммерс (забіг) | 3.03,94  | Велика БританіяКонрад Вільямс Найджел Лівайн Майкл Бінем Річард Бак Люк Леннон-Форд (забіг) | 3.04,72 | Тринідад і ТобагоЛалонд Гордон Ренні Кво Джерім Річардс Джаррін Соломон | 3.06,85 |
| Стрибки у висоту      | Дімітріос Хондрокукіс Греція                                                                                  | 2,33     | Андрій Сильнов Росія                                                                        | 2,33    | Іван Ухов Росія                                                         | 2,31    |
| Стрибки з жердиною    | Рено Лавіллені Франція                                                                                        | 5,95     | Б'єрн Отто Німеччина                                                                        | 5,80    | Бред Вокер США                                                          | 5,80    |
| Стрибки в довжину     | Мауру Вінісіус да Сілва Бразилія                                                                              | 8,23     | Генрі Фрейн Австралія                                                                       | 8,23    | Олександр Меньков Росія                                                 | 8,22    |
| Потрійний стрибок     | Вілл Клей США                                                                                                 | 17,70    | Крістіан Тейлор США                                                                         | 17,63   | Люкман Адамс Росія                                                      | 17,36   |
| Штовхання ядра        | Раян Вайтінг США                                                                                              | 22,00    | Давід Шторль Німеччина                                                                      | 21,88   | Томаш Маєвський Польща                                                  | 21,72   |
| Семиборство           | Ештон Ітон США                                                                                                | 6645 WIR | Олексій Касьянов Україна                                                                    | 6071    | Артем Лук'яненко Росія                                                  | 5969    |

### Жінки
| Дисципліни            | Золото                                                                        | Золото   | Срібло                                                             | Срібло  | Бронза                                                                  | Бронза  |
| --------------------- | ----------------------------------------------------------------------------- | -------- | ------------------------------------------------------------------ | ------- | ----------------------------------------------------------------------- | ------- |
| 60 метрів             | Вероніка Кемпбелл-Браун Ямайка                                                | 7,01     | Мюріель Ауре Кот-д'Івуар                                           | 7,04    | Тіанна Бартолетта США                                                   | 7,09    |
| 400 метрів            | Саня Річардс-Росс США                                                         | 50,79    | Олександра Федоріва Росія                                          | 51,76   | Наташа Гастінгс США                                                     | 51,82   |
| 800 метрів            | Памела Джелімо Кенія                                                          | 1.58,83  | Наталія Лупу Україна                                               | 1.59,67 | Еріка Мур США                                                           | 1.59,97 |
| 1500 метрів           | Гензебе Дібаба Ефіопія                                                        | 4.05,78  | Мар'єм Алауї Сельсулі Марокко                                      | 4.07,78 | Інд Деїба Франція                                                       | 4.10,30 |
| 3000 метрів           | Геллен Обірі Кенія                                                            | 8.37,16  | Месерет Дефар Ефіопія                                              | 8.38,26 | Гелете Бурка Ефіопія                                                    | 8.40,18 |
| 60 метрів з бар'єрами | Саллі Пірсон Австралія                                                        | 7,73     | Тіффані Портер Велика Британія                                     | 7,94    | Аліна Талай Білорусь                                                    | 7,97    |
| 4×400 метрів          | Велика БританіяШейна Кокс Нікола Сандерс Крістін Огуруоґу Перрі Шейкс-Дрейтон | 3.28,76  | СШАЛеслі Коул Наташа Гастінгс Джернейл Геєс Саня Річардс-Росс      | 3.28,79 | РосіяЮлія Гущина Ксенія Усталова Марина Карнаущенко Олександра Федоріва | 3.29,55 |
| Стрибки у висоту      | Шанте Лоу США                                                                 | 1,98     | Антонієта ді Мартіно ІталіяГанна Чичерова РосіяЕбба Юнгмарк Швеція | 1,95    | не вручалась                                                            |         |
| Стрибки з жердиною    | Олена Ісинбаєва Росія                                                         | 4,80     | Ванесса Бослак Франція                                             | 4,70    | Голлі Блісдейл Велика Британія                                          | 4,70    |
| Стрибки в довжину     | Бріттні Різ США                                                               | 7,23 CR  | Дженей Делоуч США                                                  | 6,98    | Шара Проктор Велика Британія                                            | 6,89    |
| Потрійний стрибок     | Яміле Алдама Велика Британія                                                  | 14,82    | Ольга Рипакова Казахстан                                           | 14,63   | Мабель Гай Куба                                                         | 14,29   |
| Штовхання ядра        | Валері Адамс Нова Зеландія                                                    | 20,54    | Мішель Картер США                                                  | 19,58   | Джилліан Камарена-Вільямс США                                           | 19,44   |
| П'ятиборство          | Наталія Добринська Україна                                                    | 5013 WIR | Джессіка Енніс Велика Британія                                     | 4965    | Аустра Скуїте Литва                                                     | 4802    |

## Медальний залік
| Місце                | Країна               | Золото | Срібло | Бронза | Загалом |
| -------------------- | -------------------- | ------ | ------ | ------ | ------- |
| 1                    | США                  | 10     | 4      | 5      | 19      |
| 2                    | Велика Британія      | 2      | 3      | 4      | 9       |
| 3                    | Ефіопія              | 2      | 1      | 2      | 5       |
| 4                    | Кенія                | 2      | 1      | 1      | 4       |
| 5                    | Росія                | 1      | 3      | 5      | 9       |
| 6                    | Україна              | 1      | 2      | 0      | 3       |
| 7                    | Франція              | 1      | 1      | 2      | 4       |
| 8                    | Австралія            | 1      | 1      | 0      | 2       |
| 8                    | Марокко              | 1      | 1      | 0      | 2       |
| 8                    | Ямайка               | 1      | 1      | 0      | 2       |
| 11                   | Коста-Рика           | 1      | 0      | 0      | 1       |
| 11                   | Бразилія             | 1      | 0      | 0      | 1       |
| 11                   | Греція               | 1      | 0      | 0      | 1       |
| 11                   | Нова Зеландія        | 1      | 0      | 0      | 1       |
| 15                   | Німеччина            | 0      | 2      | 0      | 2       |
| 16                   | Багамські Острови    | 0      | 1      | 1      | 2       |
| 17                   | Італія               | 0      | 1      | 0      | 1       |
| 17                   | КНР                  | 0      | 1      | 0      | 1       |
| 17                   | Казахстан            | 0      | 1      | 0      | 1       |
| 17                   | Кот-д'Івуар          | 0      | 1      | 0      | 1       |
| 17                   | Туреччина            | 0      | 1      | 0      | 1       |
| 17                   | Чехія                | 0      | 1      | 0      | 1       |
| 17                   | Швеція               | 0      | 1      | 0      | 1       |
| 24                   | Тринідад і Тобаго    | 0      | 0      | 1      | 1       |
| 24                   | Білорусь             | 0      | 0      | 1      | 1       |
| 24                   | Куба                 | 0      | 0      | 1      | 1       |
| 24                   | Литва                | 0      | 0      | 1      | 1       |
| 24                   | Польща               | 0      | 0      | 1      | 1       |
| Загалом (28 збірних) | Загалом (28 збірних) | 26     | 28     | 25     | 79      |